# Víziőz
A víziőz vagy kínai víziőz (Hydropotes inermis) az emlősök (Mammalia) osztályának párosujjú patások (Artiodactyla) rendjébe, ezen belül a szarvasfélék (Cervidae) családjába és az őzformák (Capreolinae) alcsaládjába tartozó faj.

## Rendszertani besorolása
Mivel megjelenésben igen különbözik a többi szarvasfélétől, a víziőznek megalkották a saját nemét, a Hydropotes nevűt; sőt korábban eme emlőscsaládon belül egymaga alkotta az úgynevezett víziőzformák (Hydropotinae – Trouessart, 1898) alcsaládját is. Azonban az újabb DNS-vizsgálatok, melyek a mitokondriális citokróm-b nevű gént voltak hivatottak feltérképezni, azt mutatták, hogy a víziőz – bár nincs agancsa, és „kardfogai” vannak – nem is áll olyan távol az őzek (Capreolus) nemétől, és nyugodtan besorolható az őzformák alcsaládjába.

## Előfordulása
A víziőz Kína és Korea mocsaras, nádas területein és nyílt legelőin honos. Egyes populációi hegyvidéken is előfordulnak. Dél-Angliában és Franciaország egyes területein is meghonosították.

## Alfajai
- Kínai víziőz (Hydropotes inermis inermis) Swinhoe, 1870
- Koreai víziőz (Hydropotes inermis argyropus) Heude, 1884 – mára Dél-Korea területéről nagy valószínűséggel kipusztult; Észak-Koreában még lehetnek élő állományai, de mivel az ország teljesen elszigeteli magát a külvilágtól, így semmit sem lehet tudni az alfajról.

## Megjelenése
Az állat hossza 75-100 centiméter, marmagassága 45-55 centiméter. Kis termetű: a hím tömege 11-14 kilogramm, a nőstényé 8-12 kilogramm. A szőrzete vörösesbarna, ami télen szürkésbarnává válik, és sűrűbb lesz. A háta ívelt; a feje hosszú és keskeny, agancs nélkül. A szemei és a fülei nagyok. Csak a hímeknek vannak agyaraik: megnyúlt felső szemfogak, amik az alsó állkapocs alá nyúlnak. Ezekkel küzdenek egymással. Az állatok a homlokukat fatörzsekhez dörzsölik, hogy szagmirigyekben lévő illatanyagot helyezzenek el azokon. Az illatokban lévő információ a fajon belüli kommunikációt szolgálja. Az őzgidák hátán a szarvasfélék borjaira jellegzetes fehér pettyek találhatók.

## Életmódja
A víziőz nappal aktív; magányosan vagy párban él. A tápláléka főként fűfélékből, emellett levelekből és lágy szárú növényekből áll. Fogságban 11 évig él, a szabad természetben kevesebbet.

## Szaporodása
A hím a második életévében éri el az ivarérettséget, a nőstény már az elsőben. A párzási időszak ősz és tél eleje között van. A vemhesség 176 napig tart, a végén 1-2, néha 3-4 gida születik. Eltérően a többi szarvasfélétől, a víziőz nőstényének nem kettő, hanem négy csecsbimbója van.

## Egyéb
Állatkertekben viszonylag ritkán tartott faj. Mivel elég félénk, nem  túl attraktív látvány a látogatóknak. Magyarországon ma sehol sem tartják a fajt, a 2000-es években a Szegedi Vadasparkban volt látható.

## Képek

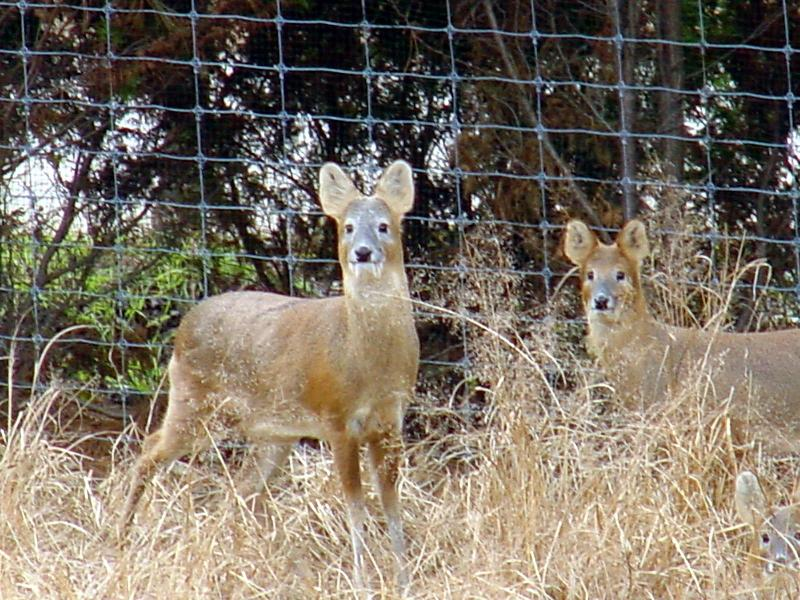
Felnőttek
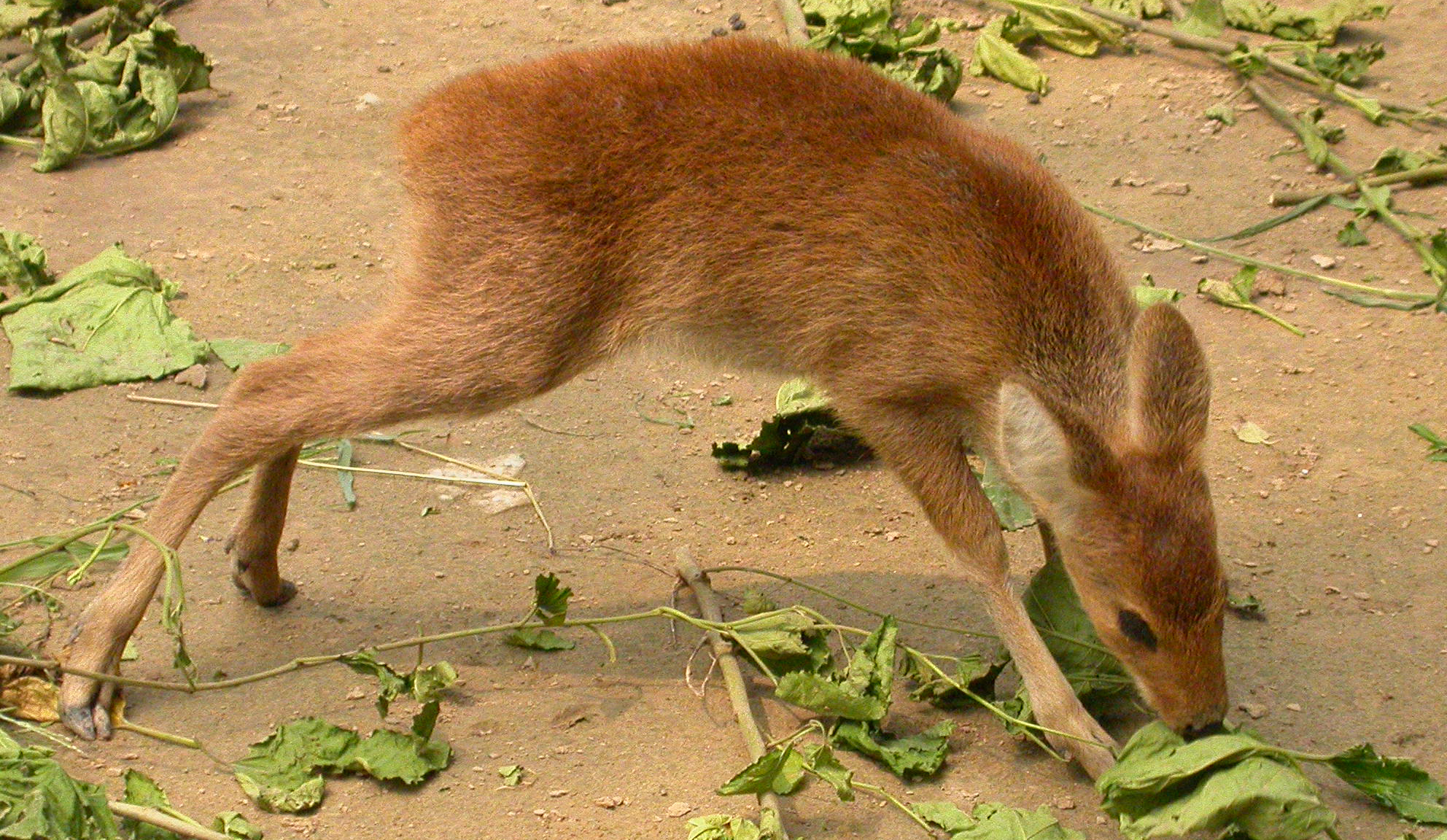
Gida
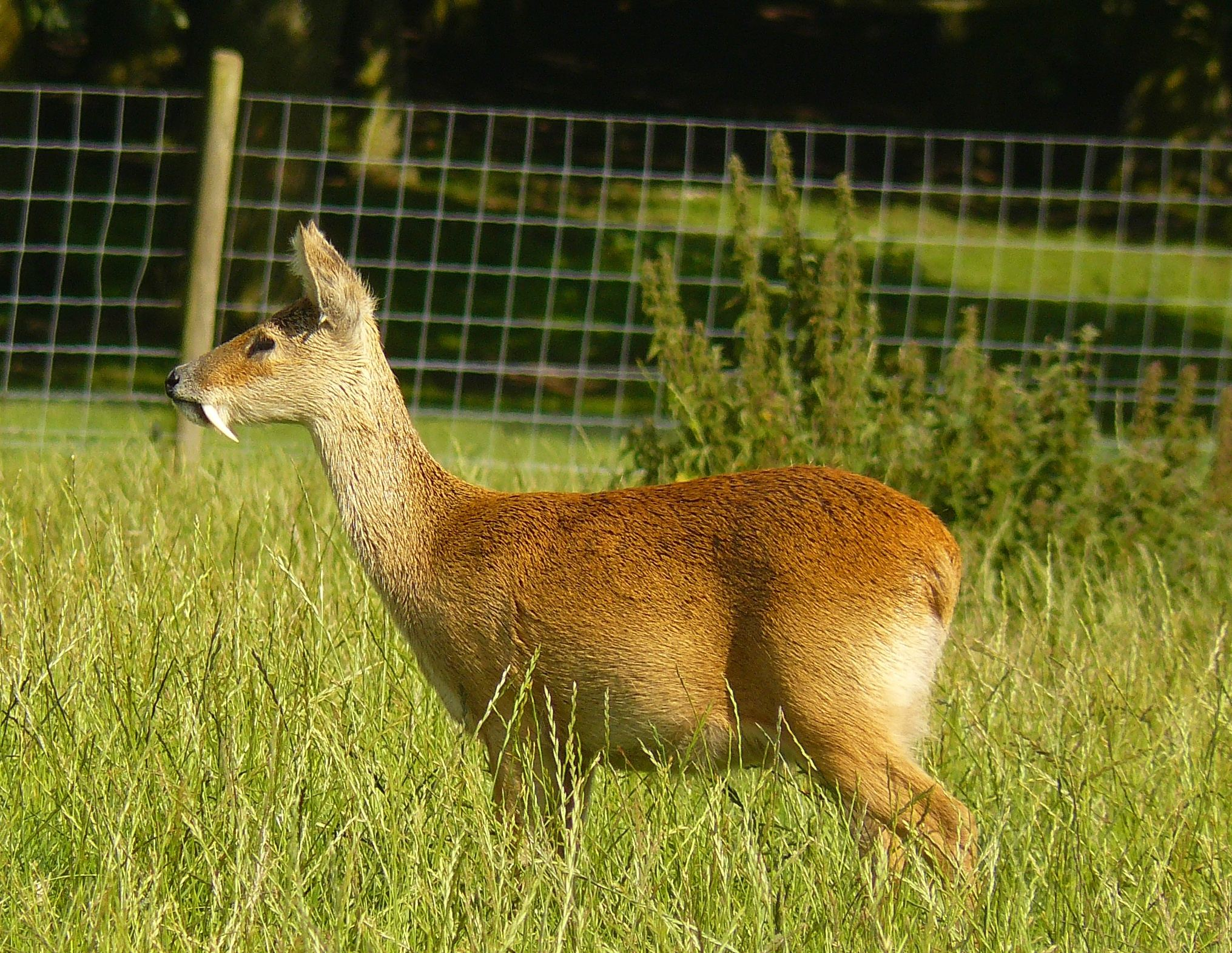
Oldalról
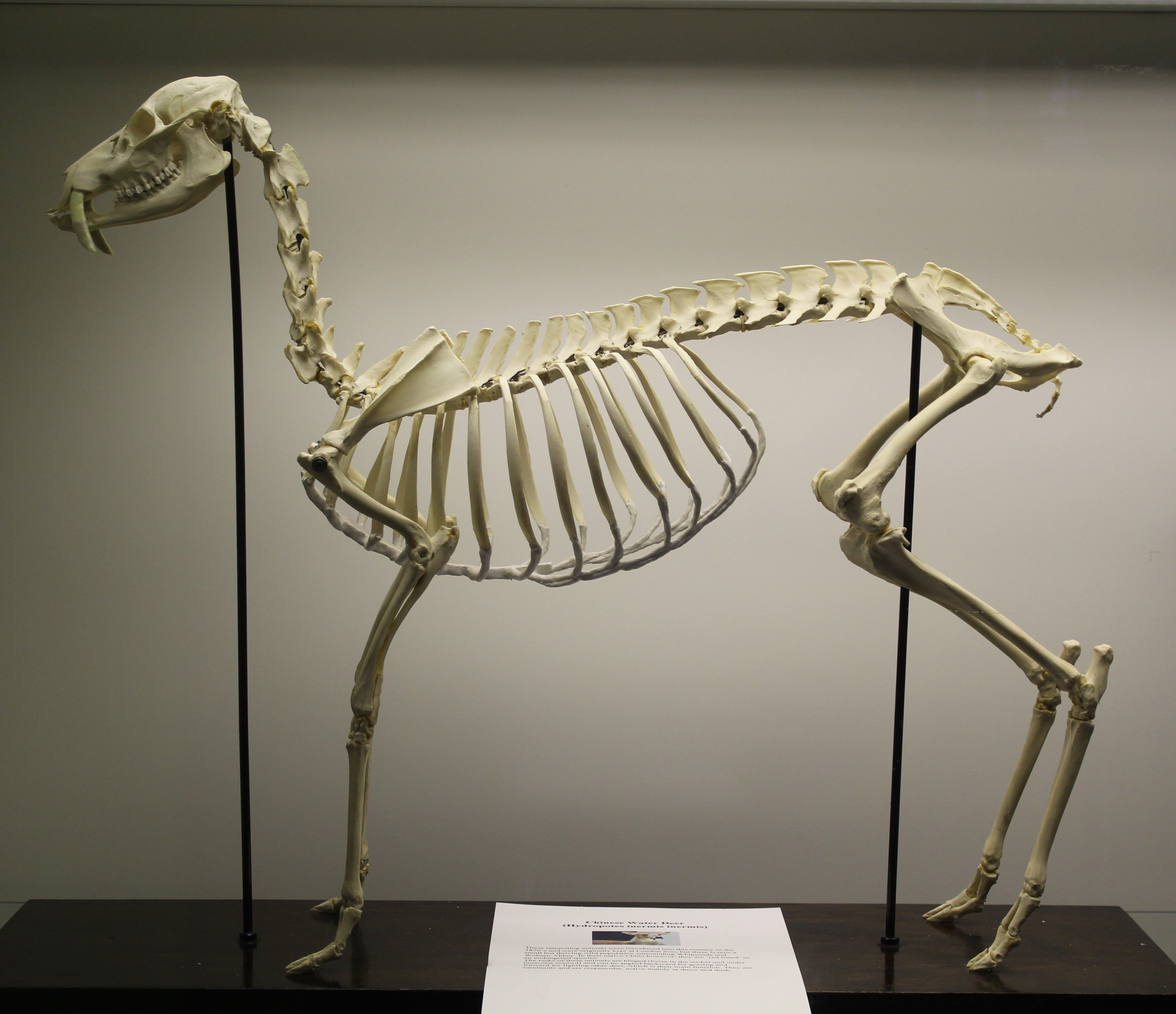
Csontváza
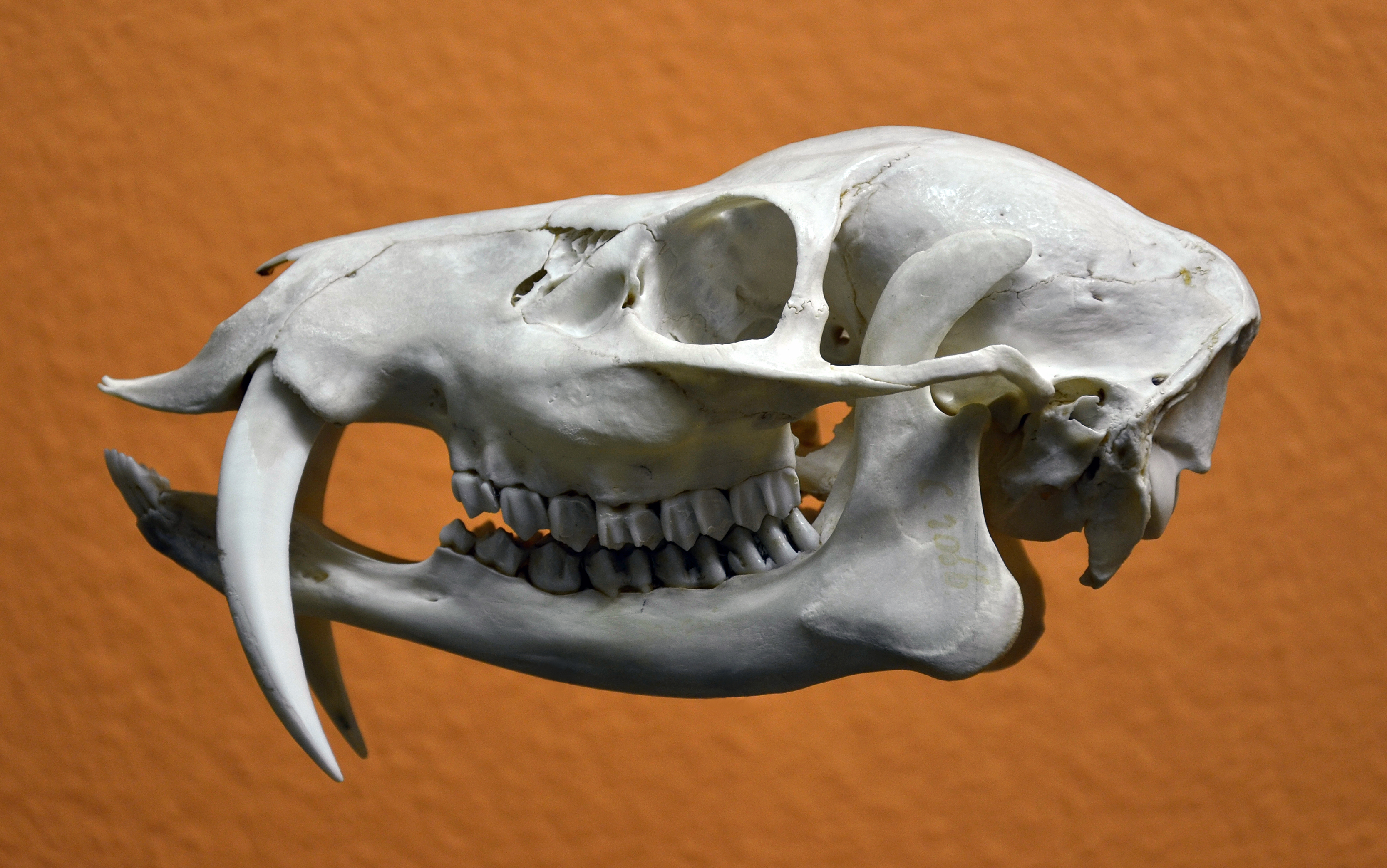
Koponyája